# سارة برن
سارة برن (بالإنجليزية: Sarah Bern)‏ هي لاعبة اتحاد الرغبي بريطانية، ولدت في 10 يوليو 1997.